# Кутин (віск)

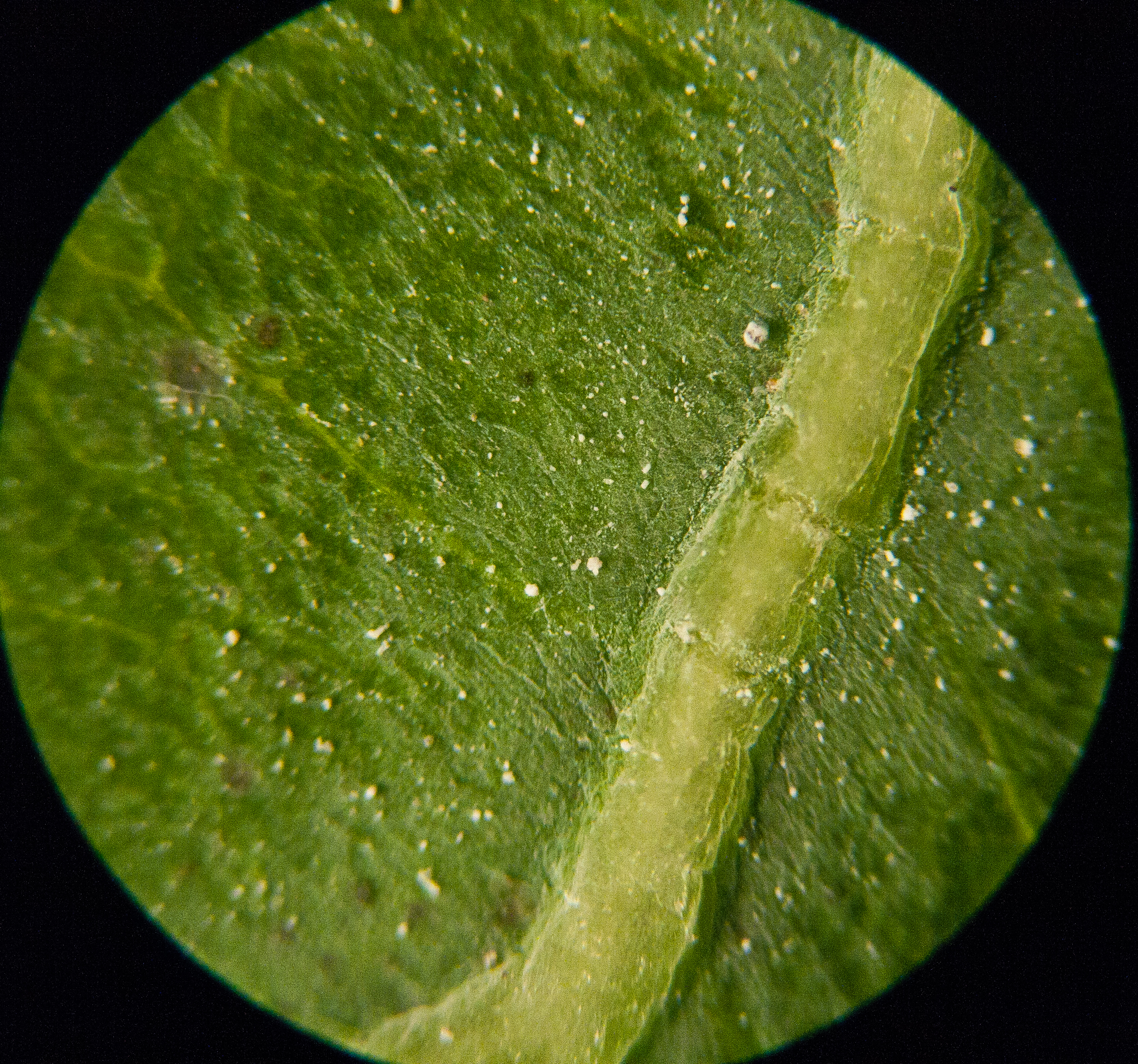
Поверхневий наліт воску, що формує верхній шар кутикули, на листку цвітної капусти (Brassica oleracea var. botrytis).

Кутин — різновид восків, але утворений жирними кислотами з нижчою молекулярною масою. Утримується він у рослинах у невеликій кількості (до 3,5%), головним чином у листі, шкірочці плодів і корових частин. Кутин і суберин (речовина коркової тканини в корі деяких рослин) дуже стійкі до дії гідролізуючих агентів і мікроорганізмів. Ще більшою стійкістю стосовно дії кисню, бактерій, мінеральних кислот, розчинів лугів і до нагрівання (до температури близько 200 °C) володіють близькі до восків, кутину й суберину високомолекулярні речовини — споронін і полленін, які утворюють оболонки спор та пилку.
Кутин, який просочує зовнішній шар епідермісу листя і молодих бруньок, утворює кутикули.